# Suzette Gómez
Keilyn Suzette Gómez (Dipartimento di Cortés, 13 agosto 1988) è una modella honduregna, incoronata Miss Honduras Belleza Nacional 2011 il 29 luglio 2011 presso il Centro Social Hondureño Arabe di San Pedro Sula.
Seconda e terza classificata sono rispettivamente Stephany Hernandez di Isla de la Bahia che rappresenterà l'Honduras a Miss Terra e Hazel Aguilar di Copán che invece sarà la delegata honduregna a Miss Continente Americano.
In quanto detentrice del titolo nazionale, Suzette Gomez, che è alta un metro e settantuno, è stata la rappresentante ufficiale dell'Honduras per Miss Universo 2011, che si è tenuto a San Paolo, Brasile il 12 settembre 2011.